# أمل 2002
أمل 2002 (بالفرنسية: Espoir 2002) كان ائتلافًا للأحزاب السياسية في مالي فاز بأغلبية المقاعد في الانتخابات البرلمانية لعام 2002. الأحزاب المكونة له كانت التجمع من أجل مالي، بقيادة إبراهيم بوبكر كيتا، الذي حصل على 46 مقعدًا؛ المؤتمر الوطني للمبادرة الديمقراطية، بقيادة مونتاغا تال، الذي فاز بـ 13 مقعد؛ الحركة الوطنية للتجديد بزعامة وغويل كوكالا مايغا الذي فاز بخمسة مقاعد؛ والتجمع للديمقراطية العمالية الذي حصل على مقعد واحد.